# 2-es villamos (Miskolc, 1897–1960)
A miskolci 2-es jelzésű villamos, villamos-mellékvonal vagy hejőcsabai villamos Miskolc második villamosvonala volt. A 2-es számot 1951 és 1960 között viselte. Megszakításokkal 1897 és 1960 között közlekedett; nem azonos a mai 2-es villamossal, amely 1964-ben indult és azóta is közlekedik.

## Története
Nem sokkal Miskolc első villamosvonala (ennek útvonalán jár ma az 1-es és nagyrészt a mai 2-es villamos is) után épült a második, a kelet-nyugati irányú elsőre merőlegesen. 1897-től 1908-ig a Búza tér és a Népkert között közlekedett. Útvonala: a Búza tértől indulva a mai Petőfi térnél (akkori Tetemvár tér) fordult be a Kazinczy utcára, majd a Szemere Bertalan utca és Mindszent tér után a Görgey Artúr utcán végighaladva ment a Népkertig. A kihasználatlanság miatt az üzemeltető MVV Rt. már az indulás után négy hónappal kérte a várostól a vonal megszüntetését, de erre nem került sor, csak 1908-ban szüneteltették ideiglenesen, hogy a kocsikat az egyre nagyobb forgalmat bonyolító kelet-nyugati fővonalra tegyék át. 1910-ben meghosszabbították a szomszédos településig, Hejőcsabáig, de továbbra is egyvágányú maradt (a fővonal kétvágányúsítása ekkor már megkezdődött).
Az 1-es és 2-es villamos szerepet játszhatott abban, hogy Nagy-Miskolc kialakulásának első lépéseként éppen a két villamosvonal végállomását, Diósgyőrt és Hejőcsabát csatolták először a városhoz.
1951-ben, amikor bevezették a villamosok számozását, ez a járat kapta a 2-es számot (a városnak ekkor négy villamosvonala volt). 1960. augusztus 19-én megszüntették, síneit is felszedték. Egykori útvonalát ma nagyjából a 14-es busz fedi le.

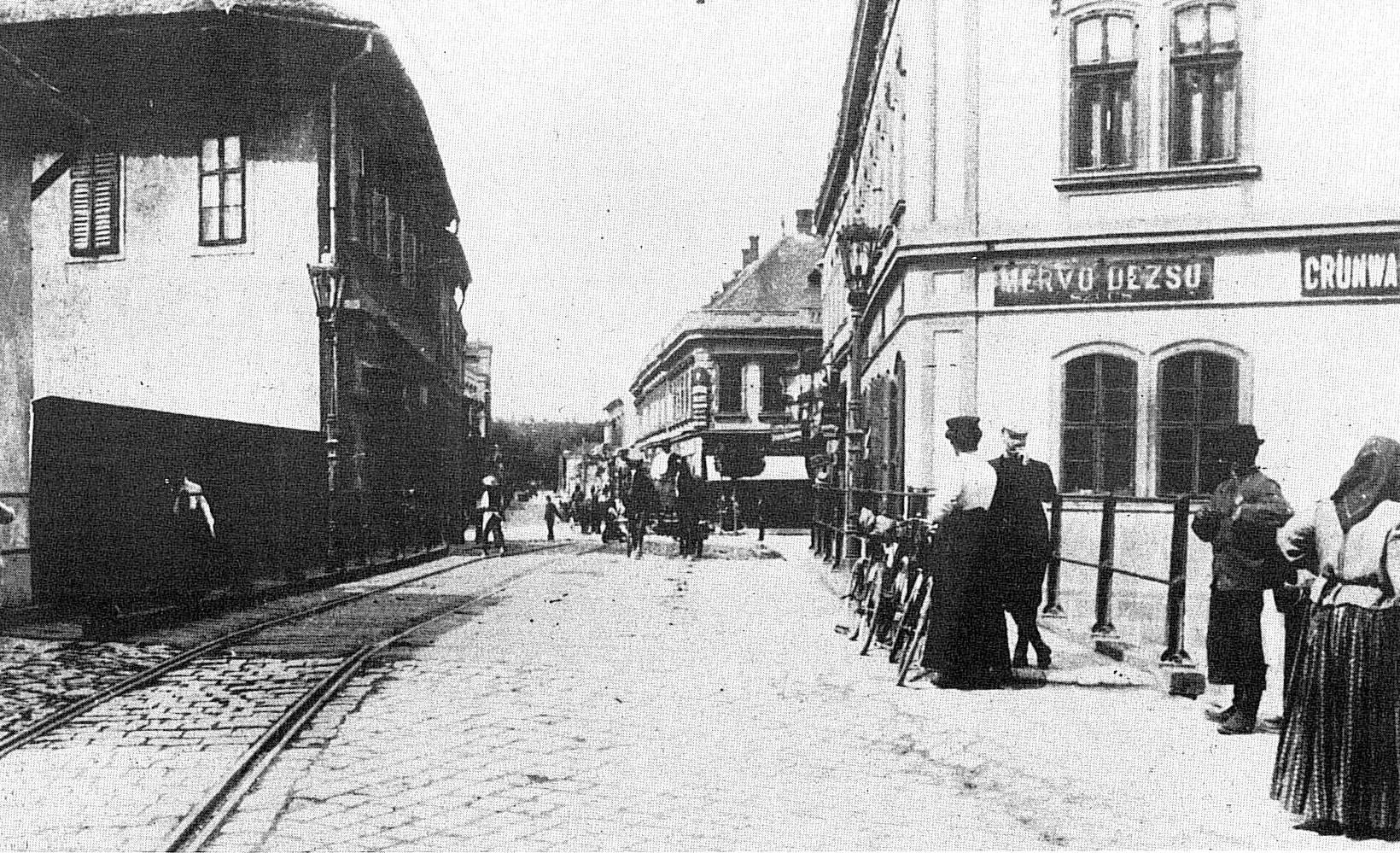
Az egykori Forgó-híd (mai Villanyrendőr), a 2-es villamos sínje baloldalt